# Eulophia borneensis
Eulophia borneensis är en orkidéart som beskrevs av Henry Nicholas Ridley. Eulophia borneensis ingår i släktet Eulophia och familjen orkidéer. Inga underarter finns listade i Catalogue of Life.